# Gagea chinensis
Gagea chinensis är en liljeväxtart som beskrevs av Yi Zhi Zhao och L.Q.Zhao. Gagea chinensis ingår i Vårlökssläktet och i familjen liljeväxter. Inga underarter finns listade.